# Shimla (Distrikt)
Der Distrikt Shimla (Hindi: ज़िला शिमला) ist ein Distrikt des indischen Bundesstaats Himachal Pradesh. Sitz der Distriktverwaltung ist Shimla – gleichzeitig Hauptstadt von Himachal Pradesh.

## Geografie

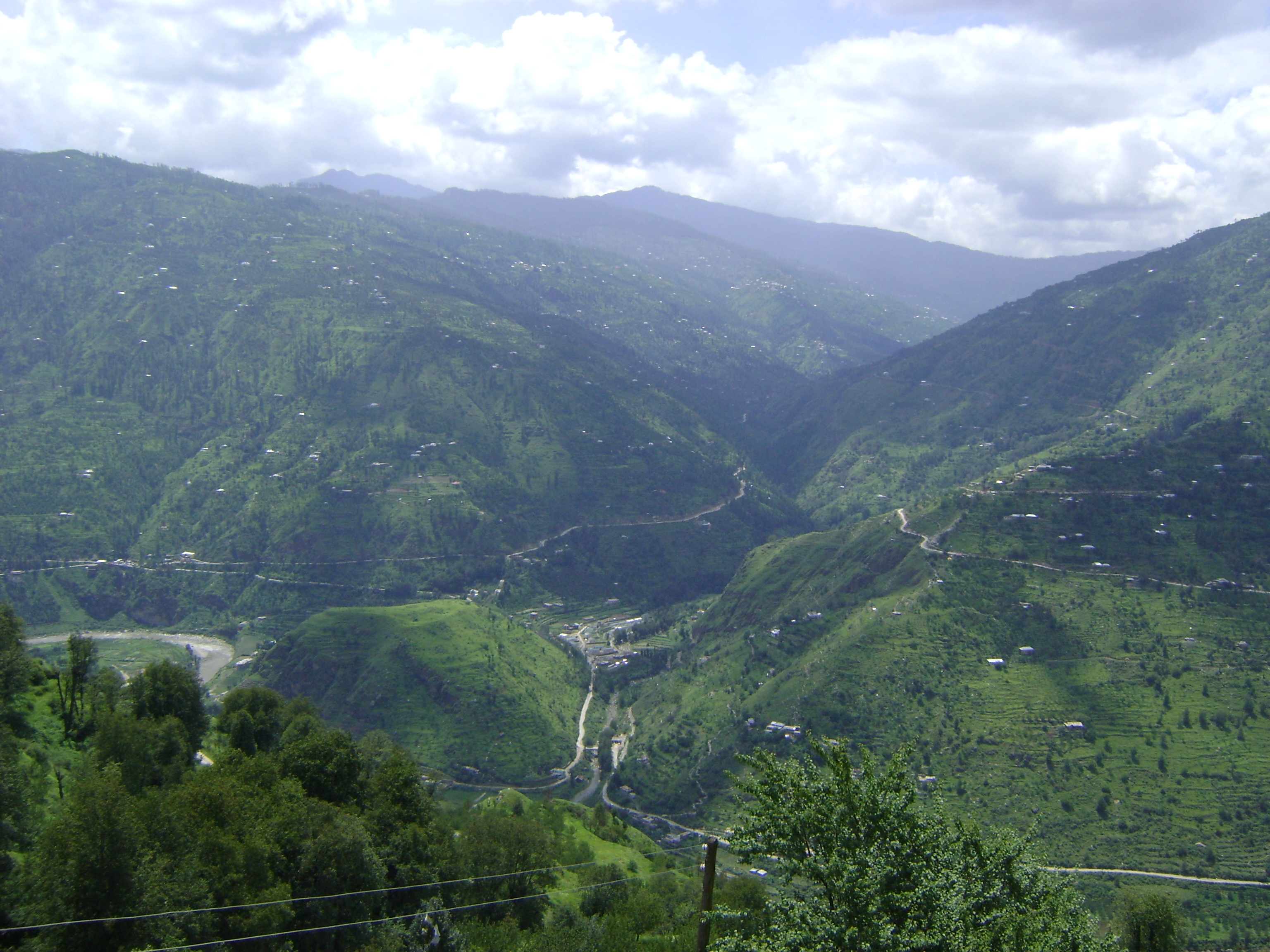
Jubbal

Der Distrikt Shimla liegt im Osten von Himachal Pradesh südlich des Himalaya-Hauptkamms. Nachbardistrikte sind Kinnaur im Nordosten, Kullu im Norden, Mandi im Westen, Solan im Südwesten und Sirmaur im Süden.
Im Osten grenzt der Distrikt an Uttarakhand. Im Nordwesten bildet der Sutlej die Distriktgrenze. Der Osten wird von den Flüssen Tons und Giri zur Yamuna entwässert.
Die Fläche des Distrikts Shimla beträgt 5131 km².

## Bevölkerung
Nach der Volkszählung 2011 hat der Distrikt Shimla 814.010 Einwohner. Die Bevölkerungsdichte liegt mit 159 Einwohnern pro Quadratkilometer über dem Durchschnitt des Bundesstaates. Größte Stadt ist Shimla mit 171.817 Einwohnern (Stand 2011, städtischer Ballungsraum).

## Geschichte
Der Fürstenstaat Bashahr erstreckte sich bis 1956 über das Gebiet des heutigen Distrikts.